# Họ Cá thát lát
Họ Cá thát lát (Notopteridae) là một họ cá nhỏ gồm 8-10 loài thuộc Bộ Cá rồng, trong tiếng Việt những loài sinh sống tại khu vực Việt Nam nói chung được gọi là cá thát lát, cá nàng hai, cá nàng hương, cá còm v.v. Chúng là các loài cá nhỏ, sinh sống trong môi trường chủ yếu là nước ngọt, đôi khi là nước lợ ở châu Phi và Đông Nam Á. Chúng có hình dáng thuôn dài, vây lưng nhỏ giống như chiếc lông ống (không có ở chi in Xenomystus) và vây hậu môn dài, chạy dọc theo phần bụng, hợp lại với vây đuôi nhỏ, làm cho bề ngoài của chúng khá giống lưỡi dao, vì thế tên gọi trong tiếng Anh của một vài loài là knifefish nghĩa là "cá dao". Tổng số tia vây của vây hậu môn và vây đuôi là trên 100. Vây chậu, nếu có, thì nhỏ với 3-6 tia vây. Không có xương hậu nắp mang (một trong bốn xương hợp thành nắp mang). Vảy mọc thành hàng, mỗi hàng 120-180 vảy. Có khoảng 25-45 vảy dạng khiên dọc theo mặt bụng. Chiều dài 20–150 cm (tùy loài). Hoạt động chậm chạp.
Tên gọi khoa học có nguồn gốc từ tiếng Hy Lạp noton nghĩa là "lưng" và pteron nghĩa là "cánh, vây".
Cá loài trong họ cá thát lát có bong bóng chuyên hóa. Cơ quan này trải rộng suốt cơ thể và thậm chí là tới các vây ở một số trường hợp. Chúng có thể hấp thụ oxy từ không khí và có chức năng để tạo ra âm thanh.
Một vài loài lớn hơn, đặc biệt là Chitala chitala, là cá thực phẩm và đôi khi cũng được nuôi trong các bể cá cảnh.

## Các chi và loài
Họ này có 8-10 loài trong 4 chi:
- Chi Chitala
  - Cá nàng hương hay cá da báo, cá còm da báo (Chitala blanci d'Aubenton, 1965).
  - Chitala borneensis Bleeker, 1851
  - Cá nàng hai hay cá còm, cá thát lát còm (Chitala chitala Hamilton, 1822).
  - Chitala hypselonotus Bleeker, 1852
  - Cá thát lát khổng lồ (Chitala lopis Bleeker, 1851).
  - Cá còm (Chitala ornata Gray, 1831).
- Chi Notopterus
  - Cá thát lát (Notopterus notopterus Pallas, 1769).
- Chi Papyrocranus
  - Cá dao mắt lưới (Papyrocranus afer Günther, 1868)[1].
  - Papyrocranus congoensis Nichols & La Monte, 1932
- Chi Xenomystus
  - Cá dao châu Phi (Xenomystus nigri Günther, 1868)[2].